# Maryline Salvetat
Pour les articles homonymes, voir Salvetat.
Maryline Salvetat, née le 11 août 1974 à Castres, est une coureuse cycliste française, notamment spécialiste du cyclo-cross. 
En 1998, elle fait partie du groupe professionnel o-m-t.
Quintuple championne de France de cette discipline, Maryline enlève le titre mondial le 28 janvier 2007 après une médaille d'argent en 2004. Elle est médecin et licenciée au club de Castres. Outre ses résultats en cyclo-cross, elle fut également membre de l'équipe de France sur route.
Au cours d'une interview donnée à L'Humanité en 2002, elle indique qu'elle fut témoin de pratique de dopage, notamment sur le Tour de France féminin 1999.

## Palmarès

### Route
- 1990
  - 8e du championnat du monde juniors sur route
- 1991
  -  Championne de France sur route juniors
  - La Flèche gasconne :
    - Classement général
    - 1re étape
- 1992
  -  Championne de France sur route juniors
  - 4e du championnat du monde juniors sur route
- 1994
  - 2e du Grand Prix de France
  - 3e du Chrono des Herbiers
- 1995
  - 2e du Grand Prix de France
  - 3e de La Flèche gasconne
- 1996
  - Grand Prix de France
  - 3e étape du GP de la Mutualite de la Haute-Garonne
  - 2e du Chrono des Herbiers
- 1997
  - 3e étape du Tour de la Haute-Vienne
  - 2e du Chrono des Herbiers
- 1998
  - 2e du Tour de la Haute-Vienne
  - 3e du Grand Prix de France
- 1999
  - Tour de Navarre :
    - Classement général
    - 1re étape

  - 2e de la Ronde du Perigord
  - 2e de la Route du Muscadet
- 2000
  - Route des Vins à Fleurie :
    - Classement général
    - 1re étape (contre-la-montre)

  - 3e de la coupe de France
  - 3e du Chrono des Herbiers
- 2003
  - 2e du championnat de France sur route
- 2006
  - Trophée des grimpeurs
  - 2e de la Grande Boucle Féminine
  - 3e du championnat de France de contre-la-montre
- 2007
  -  Championne de France du contre-la-montre
  - Tour de Charente-Maritime :
    - Classement général
    - 2e étape

  - 3e de la Route de France
  - 3e du Grand Prix de France
- 2008
  - 2e du championnat de France de contre-la-montre
  - 3e du Prix de la Ville du Mont Pujols

### Cyclo-cross
- 2001
  - 2e du championnat de France de cyclo-cross
- 2002
  -  Championne de France de cyclo-cross
- 2003
  - Vainqueur du Challenge la France cycliste
    - Challenge de la France cycliste 1, Athée-sur-Cher
    - Challenge de la France cycliste 2, Sedan
    - Challenge de la France cycliste 3, Liévin

  - 2e du championnat de France de cyclo-cross
  -  3e du championnat d'Europe de cyclo-cross
  - 7e du championnat du monde de cyclo-cross
- 2004
  -  Championne de France de cyclo-cross
  - Vainqueur du Challenge la France cycliste
    - Challenge de la France cycliste 1, Bollène
    - Challenge de la France cycliste 2, Sedan
    - Challenge de la France cycliste 3, Lons-le-Saunier

  -  2e du championnat du monde de cyclo-cross
  -  2e du championnat d'Europe de cyclo-cross
  - 3e de la coupe du monde de cyclo-cross
- 2005
  -  Championne de France de cyclo-cross
  - Vainqueur du Challenge la France cycliste
    - Challenge de la France cycliste 2, Athée-sur-Cher
    - Challenge de la France cycliste 3, Nommay

  - 4e du championnat d'Europe de cyclo-cross
  - 5e du championnat du monde de cyclo-cross
- 2006
  - 2e du Championnats de France de cyclo-cross
  - 4e du championnat d'Europe de cyclo-cross
  - 6e du championnat du monde de cyclo-cross
- 2007
  -  Championne du monde de cyclo-cross
  -  Championne de France de cyclo-cross
  - Vainqueur du Challenge la France cycliste
    - Challenge de la France cycliste 1, Sarrebourg

  - Cyclo-cross de Pétange
  - Cyclo-cross de Nommay
  - Cyclo-cross de Hofstade
  -  2e du championnat d'Europe de cyclo-cross
- 2008
  - Cyclo-cross de Pétange
  - Cyclo-cross de Saint-Salvy-de-la-Balme
  - 2e du championnat d'Europe de cyclo-cross
  - 2e du championnat de France de cyclo-cross
  - 5e du championnat du monde de cyclo-cross
- 2009
  -  Championne de France de cyclo-cross
  - 10e du championnat du monde de cyclo-cross
- 2018
  -  Championne du monde Master de cyclo-cross
- 2019
  -  2e du championnat du monde Master de cyclo-cross

### VTT
- 2005
  - 2e du championnat de France de cross-country

## Décoration
- Officier de l'ordre national du Mérite[3].